# Lichoběžník
Lichoběžník je konvexní čtyřúhelník, jehož dvě protější strany jsou rovnoběžné a zbývající dvě protější strany jsou obecně různoběžné.

## Dělení
Lichoběžníky se dělí na 
- rovnoramenné: ramena jsou shodná (mají stejnou délku)
- pravoúhlé: jedno rameno svírá se základnou pravý úhel
- obecné

## Vlastnosti

Nákres obecného lichoběžníku

Rovnoběžné strany lichoběžníku se nazývají základny a různoběžné strany ramena lichoběžníku. Úsečka, jejímiž krajními body jsou středy těchto ramen, se nazývá střední příčka lichoběžníku, je rovnoběžná se základnami.
Vzdálenost základen se nazývá výška lichoběžníku.
Úhlopříčky obecného lichoběžníku se navzájem nepůlí a neprotínají se na střední příčce lichoběžníku.
Součet vnitřních úhlů při každém rameni lichoběžníku je úhel přímý.
Velikost střední příčky (spojnice středů ramen) lichoběžníku je rovna aritmetickém průměru velikostí základen (dle obrázku {\displaystyle {\frac {a+c}{2}}}).
Obsah lichoběžníku z obrázku {\displaystyle S={\frac {(a+c)\cdot v}{2}}.}
Lichoběžník je určen čtyřmi prvky, např. délkami jeho stran. Z nich lze určit i jeho výšku,
{\displaystyle v={\frac {2}{|a-c|}}{\sqrt {(s-a)(s-c)(s-b-c)(s-d-c)}},}
kde s je poloviční obvod.
Mají-li ramena stejnou velikost, tzn. {\displaystyle |AD|=|BC|}, pak se jedná o rovnoramenný lichoběžník. Rovnoramenný lichoběžník je osově souměrný podle jediné přímky, spojnice středů základen, takže úhly při základnách jsou shodné. Proto je rovnoramenný lichoběžník tětivovým čtyřúhelníkem.
Rameno kolmé na základny pravoúhlého lichoběžníku je zároveň výškou pravoúhlého lichoběžníku.
Lichoběžník je definovaný pomocí rovnoběžnosti, takže je to afinní pojem. Afinita zobrazí lichoběžník opět na lichoběžník.